# Thiescourt
Thiescourt är en kommun i departementet Oise i regionen Hauts-de-France i norra Frankrike. Kommunen ligger i kantonen Lassigny som tillhör arrondissementet Compiègne. År 2022 hade Thiescourt 749 invånare.

## Befolkningsutveckling
Antalet invånare i kommunen Thiescourt
| Referens: INSEE |